# مقاطعة ميدلسكس (نيو جيرسي)
مقاطعة ميدلسكس (بالإنجليزية: Middlesex County, New Jersey)‏ هي إحدى مقاطعات ولاية نيو جيرسي في الولايات المتحدة. ، بلغ عدد سكانها 809858 نسمة في عام 2010 حسب إحصاء مكتب تعداد الولايات المتحدة وتصل الكثافة السكانية فيها 1008.5 نسمة/كم2.

## أعلام
- أندرو بينوم

## وصلات خارجية
- United States Counties